# 주교면
주교면(舟橋面)은 대한민국 충청남도 보령시에 속한 면이다.

## 개요
주교면은 대천과 바로 이어져 있고 국도, 장항선 철도, 서해안고속도로가 통과하는 교통의 요충지로 보령화력발전소와 관창산업단지가 있어 산업발달이 활발히 이루어지고 있다. 대천간척지의 쌀, 가공생산 김, 송도항의 꽃게, 우럭, 활어, 넓은 갯벌 어장의 바지락 등 특산물이 풍부하고, 토정 이지함 선생 묘소 등 문화관광지와 송도 등 수려한 자연경관으로 해안선에 접한 새로운 관광지로 부각하고 있다.

## 법정리
- 고정리
- 관창리
- 송학리
- 신대리
- 은포리
- 주교리

## 교육
- 송학초등학교 (송학리)
  - 송도분교 (폐교) - 주교면 송학리 650
- 관창초등학교 (관창리)
- 창미초등학교 (폐교) - 주교면 토정로 218 (관창리)